# Skate Canada 1990
Navigation
Édition précédente Édition suivante
Le Skate Canada (ou Internationaux Patinage Canada) est une compétition internationale de patinage artistique qui se déroule au Canada au cours de l'automne. Il accueille des patineurs amateurs de niveau senior dans quatre catégories: simple messieurs, simple dames, couple artistique et danse sur glace.
Le dix-septième Skate Canada est organisé du 25 au 28 octobre 1990 à Lethbridge dans la province de l'Alberta. 

## Résultats

### Messieurs
| Rang | Nom                 | Pays             | Points | Prog. court | Prog. libre |
| ---- | ------------------- | ---------------- | ------ | ----------- | ----------- |
| 1    | Kurt Browning       | Canada           | 2.0    | 2           | 1           |
| 2    | Grzegorz Filipowski | Pologne          | 2.5    | 1           | 2           |
| 3    | Mark Mitchell       | États-Unis       | 4.5    | 3           | 3           |
| 4    | Norman Proft        | Canada           | 7.0    | 4           | 5           |
| 5    | Daniel Weiss        | Allemagne        | 7.5    | 7           | 4           |
| 6    | Cameron Medhurst    | Australie        | 8.5    | 5           | 6           |
| 7    | Oliver Höner        | Suisse           | 10.0   | 6           | 7           |
| 8    | Dmitri Gromov       | Union soviétique | 12.0   | 8           | 8           |
| 9    | Nicolas Pétorin     | France           | 13.5   | 9           | 9           |
| 10   | Masakazu Kagiyama   | Japon            | 15.0   | 10          | 10          |

### Dames
| Rang | Nom                | Pays             | Points | Prog. court | Prog. libre |
| ---- | ------------------ | ---------------- | ------ | ----------- | ----------- |
| 1    | Josée Chouinard    | Canada           | 2.5    | 3           | 1           |
| 2    | Lisa Sargeant      | Canada           | 2.5    | 1           | 2           |
| 3    | Holly Cook         | États-Unis       | 4.0    | 2           | 3           |
| 4    | Yuka Satō          | Japon            | 6.5    | 5           | 4           |
| 5    | Junko Yaginuma     | Japon            | 8.5    | 7           | 5           |
| 6    | Tanja Krienke      | Allemagne        | 9.0    | 6           | 6           |
| 7    | Tatiana Rachkova   | Union soviétique | 9.0    | 4           | 7           |
| 8    | Anisette Torp-Lind | Danemark         | 13.0   | 10          | 8           |
| 9    | Helen Persson      | Suède            | 14.5   | 11          | 9           |
| 10   | Claudia Unger      | Allemagne        | 14.5   | 9           | 10          |
| 11   | Sandra Garde       | France           | 15.0   | 8           | 11          |
| 12   | Beatrice Gelmini   | Italie           | 18.0   | 12          | 12          |

### Couples
| Rang    | Nom                                  | Pays               | Points | Prog. court | Prog. libre |
| ------- | ------------------------------------ | ------------------ | ------ | ----------- | ----------- |
| 1       | Isabelle Brasseur / Lloyd Eisler     | Canada             | 1.5    | 1           | 1           |
| 2       | Evgenia Shishkova / Vadim Naumov     | Union soviétique   | 3.5    | 3           | 2           |
| 3       | Michelle Menzies / Kevin Wheeler     | Canada             | 4.0    | 2           | 3           |
| 4       | Jennifer Huerlin / John Fredericksen | États-Unis         | 7.0    | 6           | 4           |
| 5       | Ines Müller / Ingo Steuer            | Allemagne de l'Est | 7.0    | 4           | 5           |
| 6       | Danielle McGrath / Stephen Carr      | Australie          | 9.5    | 7           | 6           |
| 7       | Elaine Asanakis / Joel McKeever      | États-Unis         | 9.5    | 5           | 7           |
| 8       | Anna Gorecki / Arkadiusz Gorecki     | Allemagne          | 12.5   | 9           | 8           |
| 9       | Anna Tabacchi / Massimino Salvade    | Italie             | 14.0   | 10          | 9           |
| Abandon | Catherine Barker / Michael Aldred    | Royaume-Uni        |        | 8           |             |

### Danse sur glace
| Rang | Nom                                   | Pays             | Points | Danse imposée 1 | Danse imposée 2 | Danse originale | Danse libre |
| ---- | ------------------------------------- | ---------------- | ------ | --------------- | --------------- | --------------- | ----------- |
| 1    | Jacqueline Petr / Mark Janoschak      | Canada           | 2.0    | 1               | 1               | 1               | 1           |
| 2    | Irina Romanova / Igor Yaroshenko      | Union soviétique | 4.0    | 2               | 2               | 2               | 2           |
| 3    | Małgorzata Grajcar / Andrzej Dostatni | Pologne          | 6.8    |                 |                 |                 |             |
| 4    | Anna Croci / Luca Mantovani           | Italie           | 7.2    |                 |                 |                 |             |
| 5    | Anne Hall / Jason Blomfield           | Royaume-Uni      | 10.0   |                 |                 |                 |             |
| 6    | Jennifer Nocito / Brad Hopkins        | Canada           | 13.2   |                 |                 |                 |             |
| 7    | Rachel Mayer / Peter Breen            | États-Unis       | 14.2   |                 |                 |                 |             |
| 8    | Diane Gerencser / Bernard Columberg   | Suisse           | 16.2   |                 |                 |                 |             |
| 9    | Petra Zietemann / Frank Ladd-Oshiro   | Allemagne        | 17.6   |                 |                 |                 |             |
| 10   | Kaoru Takino / Kenji Takino           | Japon            | 18.8   |                 |                 |                 |             |

## Sources
- Patinage Magazine N°25 (Décembre 1990-Janvier/Février 1991)